# Duma
Duma (ruski: Ду́ма) je općenito naziv za savjetodavno tijelo kao što je gradsko vijeće lil komora (Narodne komora) Parlamenta Ruske Federacije u modernoj Rusiji i u ruskoj povijesti. Državna duma Ruske Federacije odgovara donjem domu parlamenta. Ovaj sustav je nastao u doba vladavine posljednjeg okrunjenog cara Nikole II. Duma je ime Savjetodavnog odbora bivšeg ruskog vladara.